# ويكيبيديا الآسامية
ويكيبيديا الآسامية، باللغة الإنجليزية The Assamese Wikipedia- هي النسخة الآسامية من ويكيبيديا، الموسوعة الحرة. وقد أصبح نطاقها موجودًا في 2 يونيو 2002م. وفي يوليو 2015م، وصل عدد المقالات بها إلى 3600 مقال.  
يحتوي الموقع الآن على حوالي 17٬583 مقالاً و 44٬389 مستخدمًا مسجلاً.
تم تنظيم أول ورشة عمل حول ويكيبيديا الآسامية في جامعة جواهاتي، في 29 يناير 2012م، وورشة أخرى في 1 فبراير 2012م، في جامعة تيزبور في تيزبور، بهدف إعلام الناس بكيفية تحرير وإضافة محتويات الويكي إلى الموقع. وفي وقت لاحق، تم تنظيم العديد من ورش العمل الأخرى من قبل أعضاء المجتمع في أماكن مختلفة في ولاية آسام . 

## معرض الصور

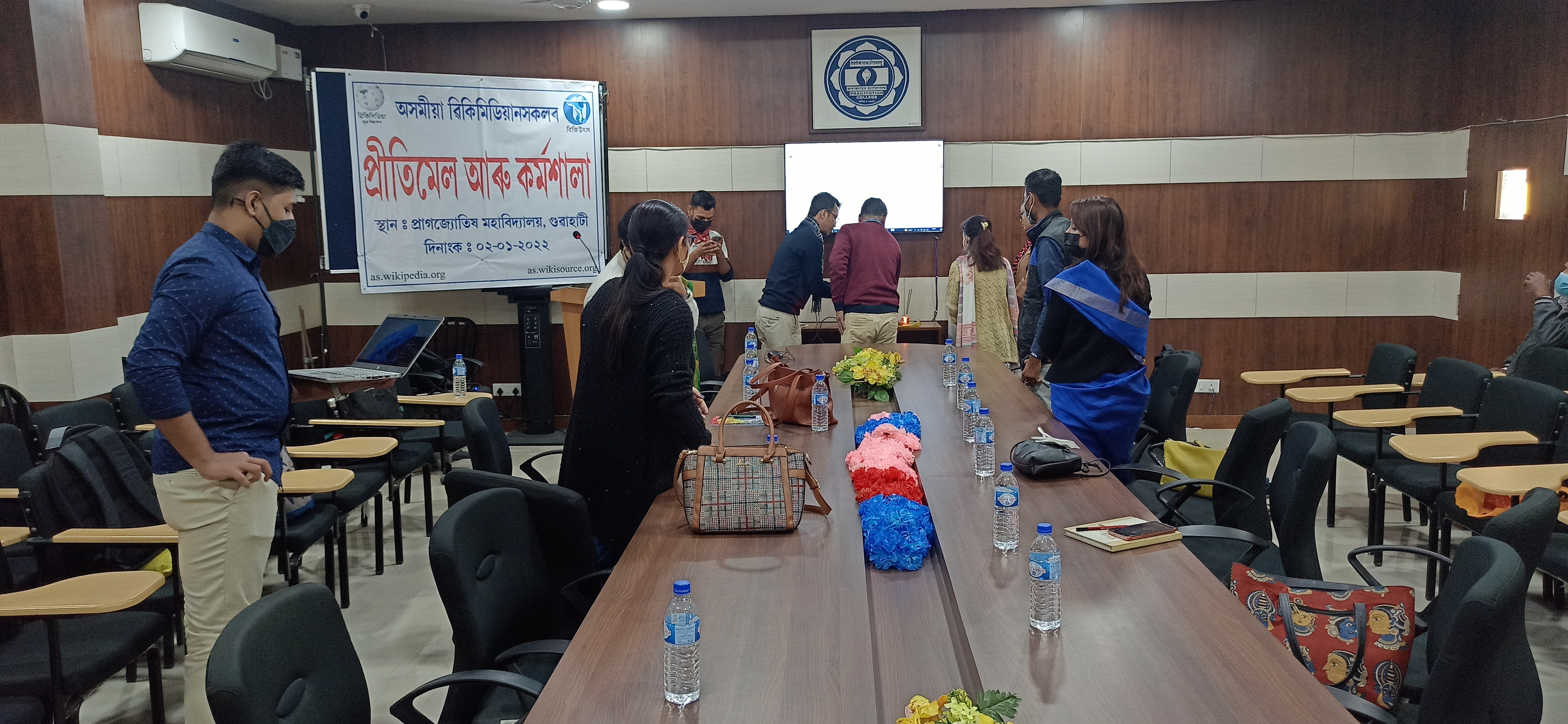
إحدى ورش ويكيبيديا الآسامية
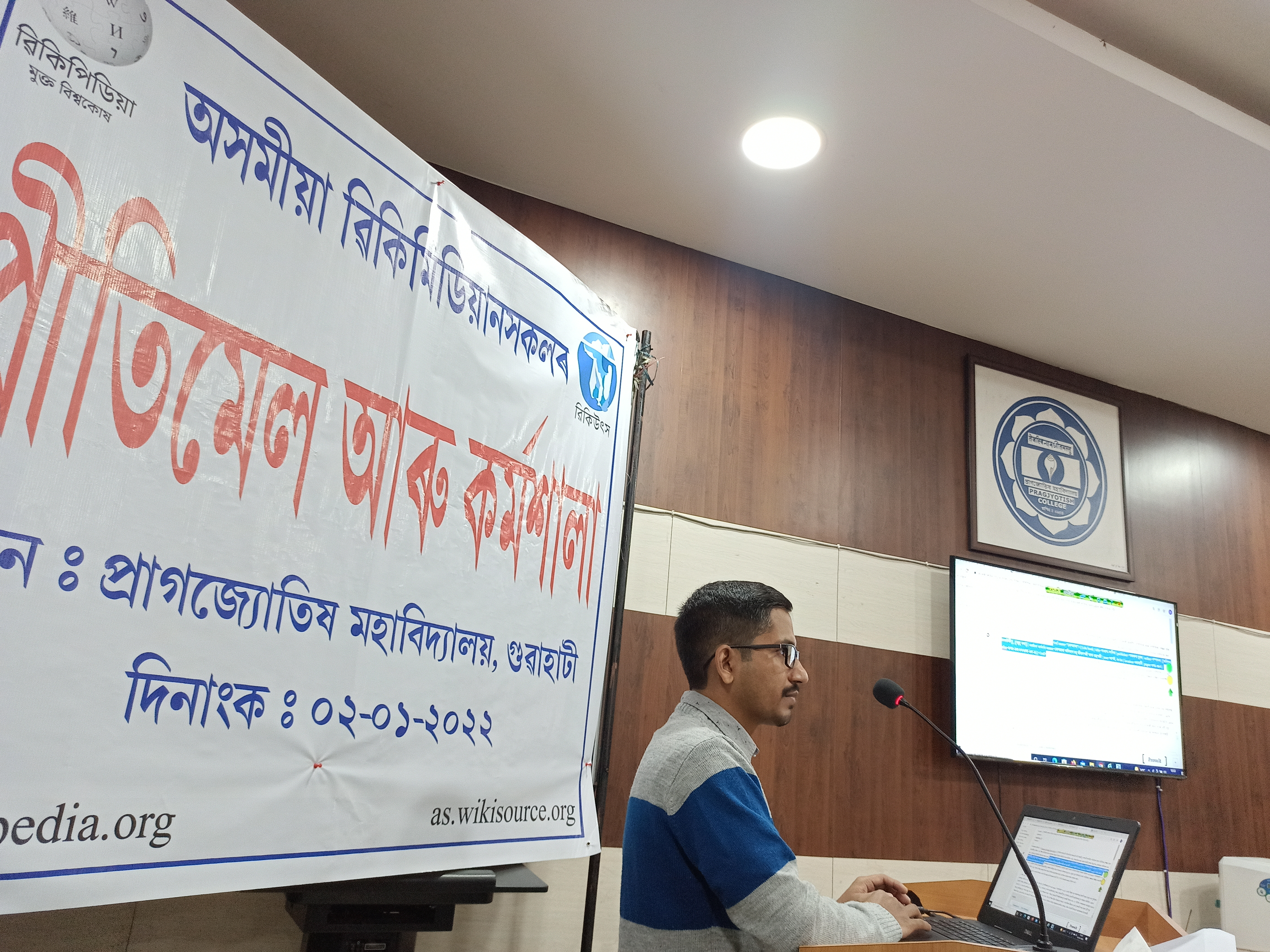
أحد الإداريين أثناء جلسته في ويكيبيديا الآسامية
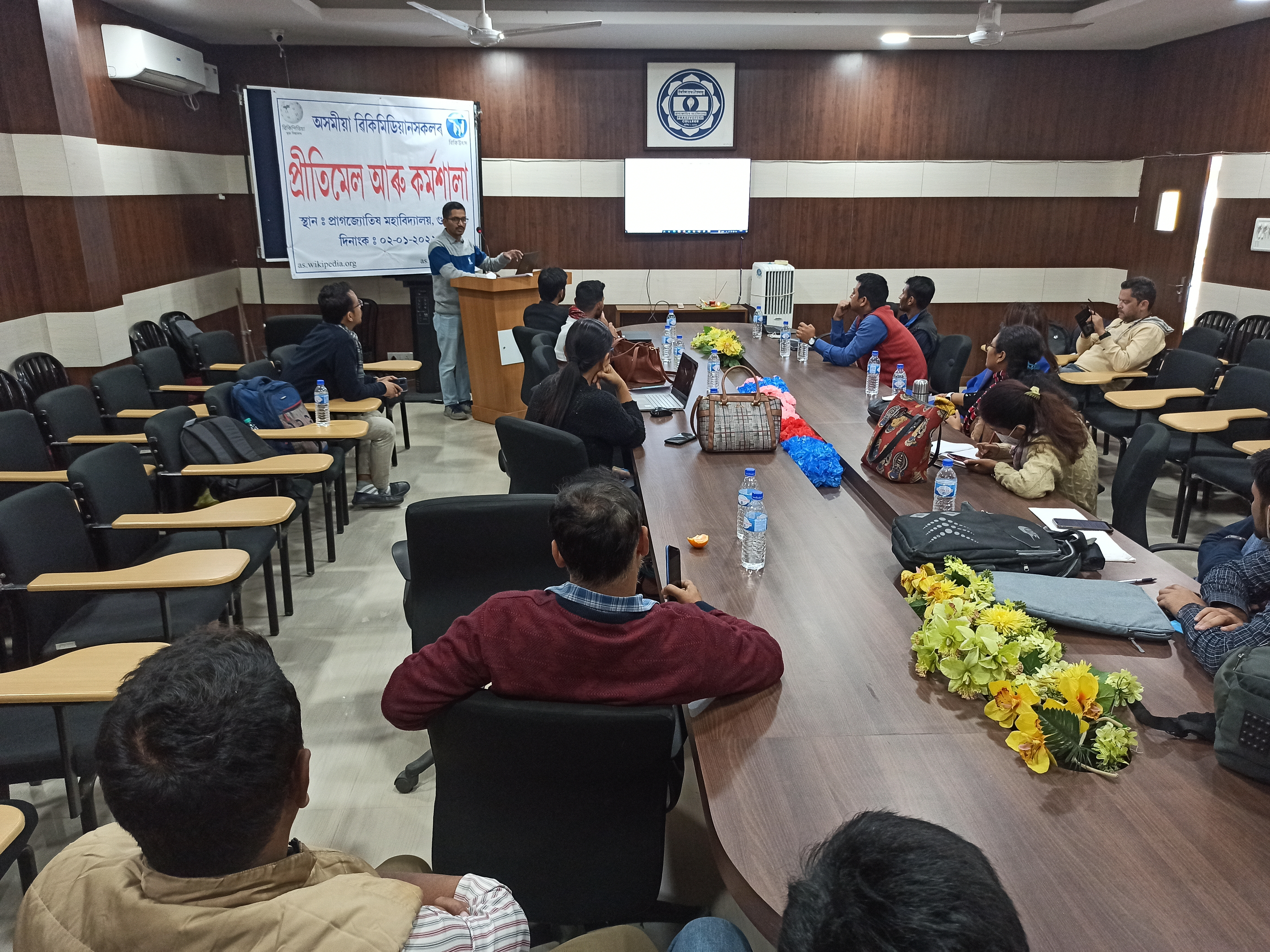
إحدى جلسات ويكي الآسامية
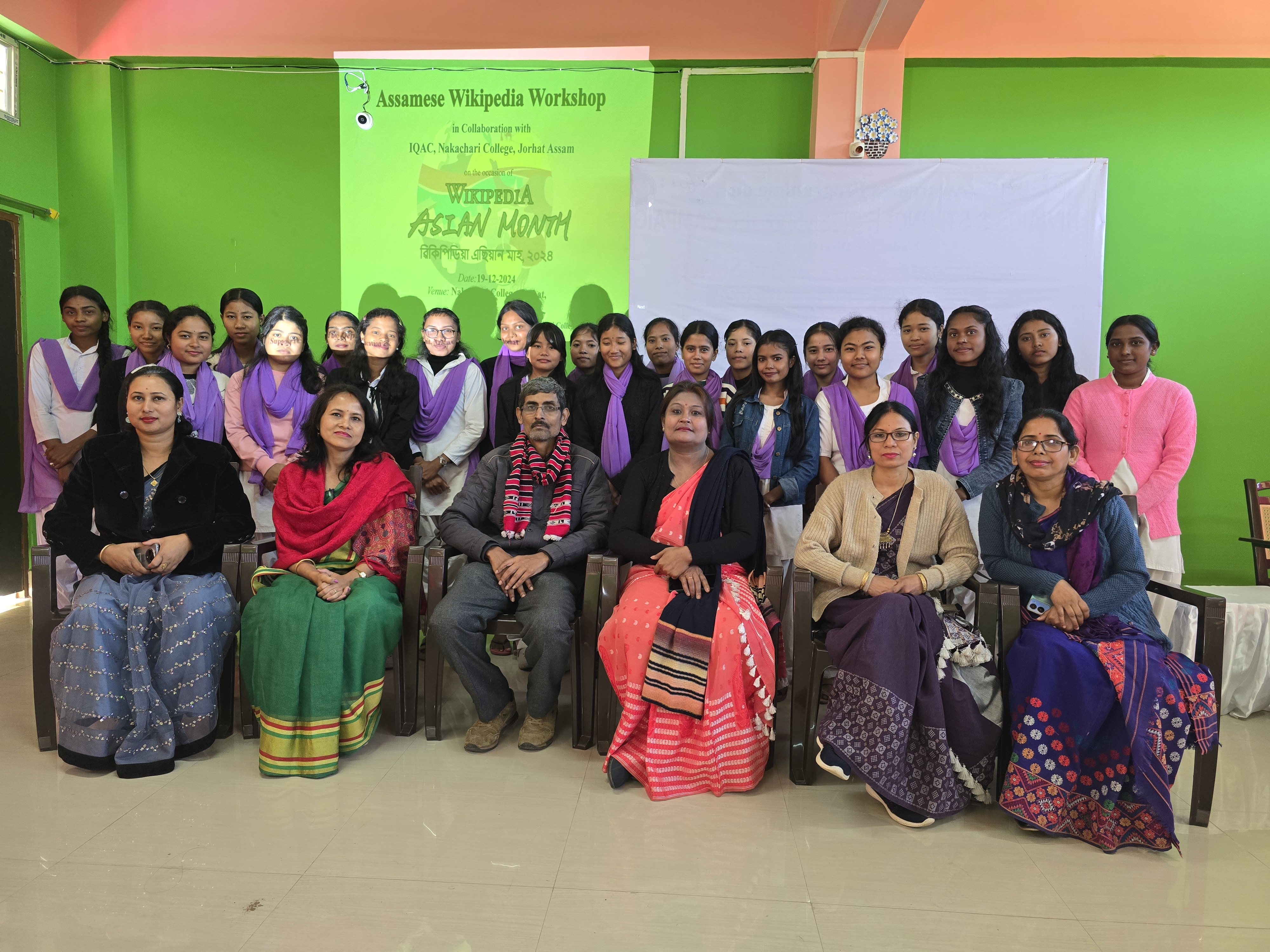
ورشة عمل ويكيبيديا الآسامية
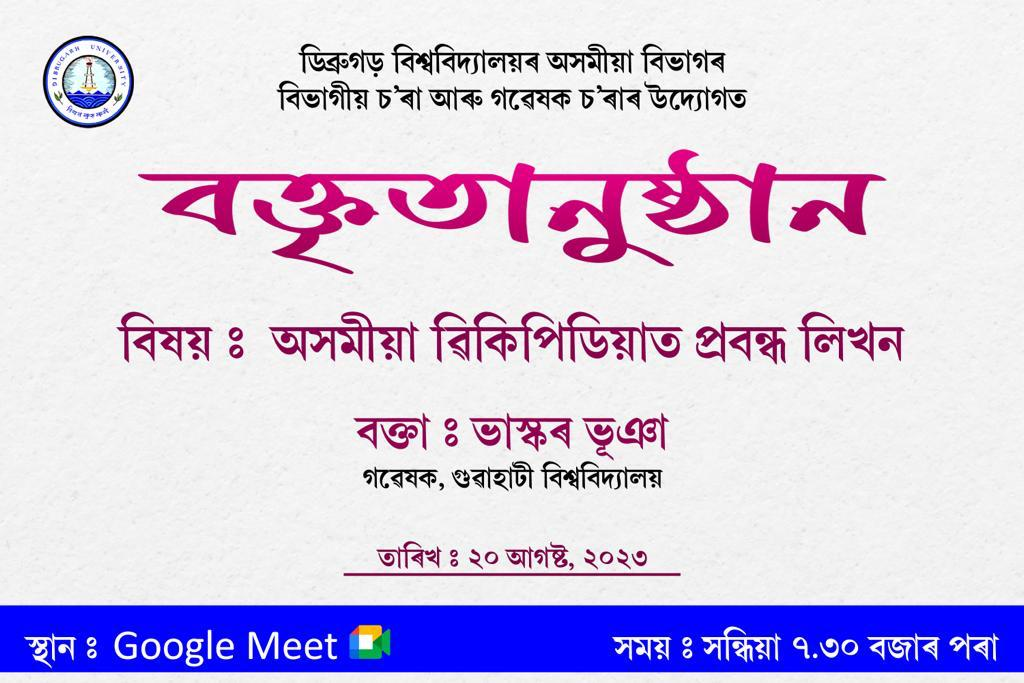
محاضرة عن تحرير المقالات على ويكيبيديا الأسامية في جامعة ديبروجاره
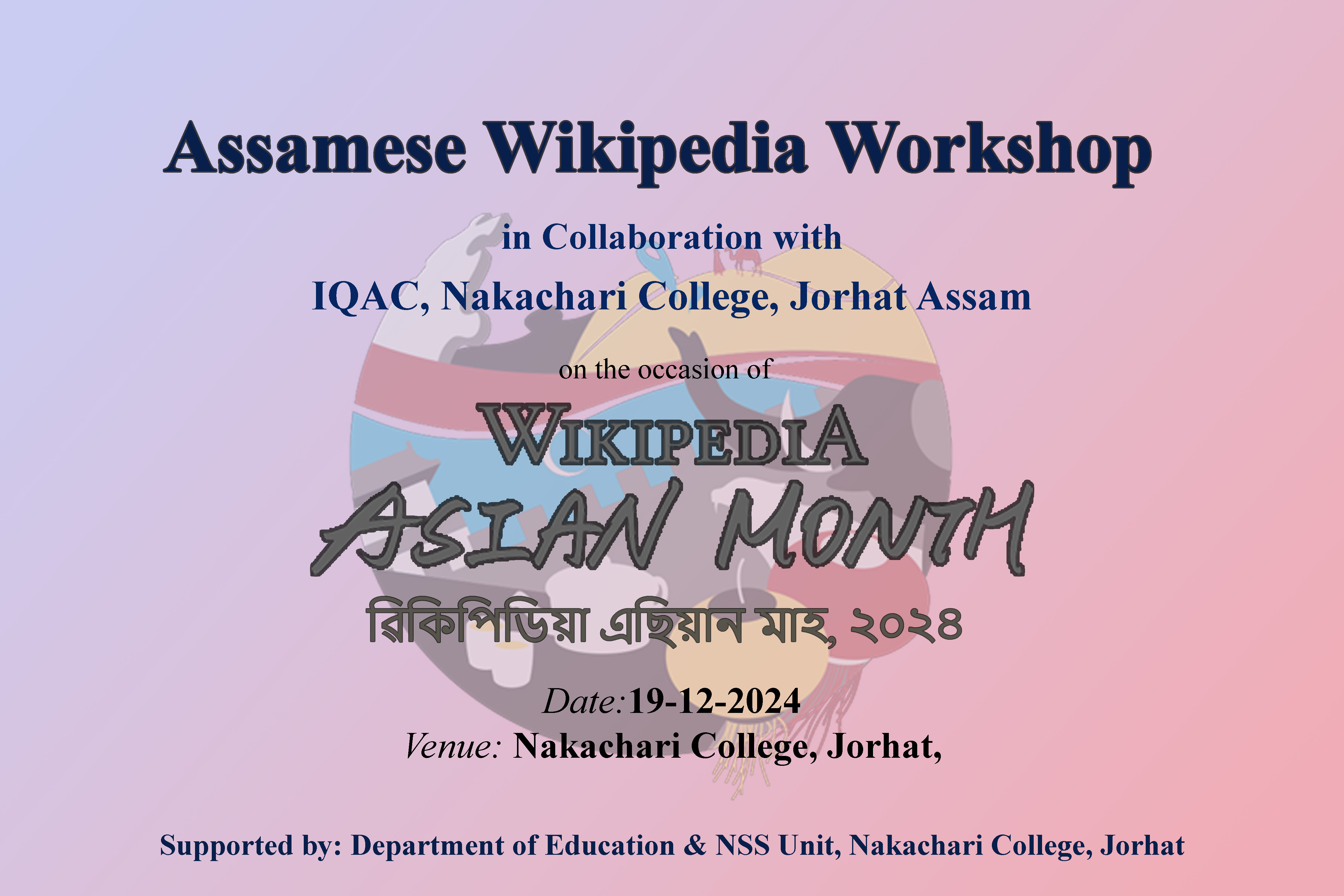
اعلان ورشة عمل ويكيبيديا الآسامية
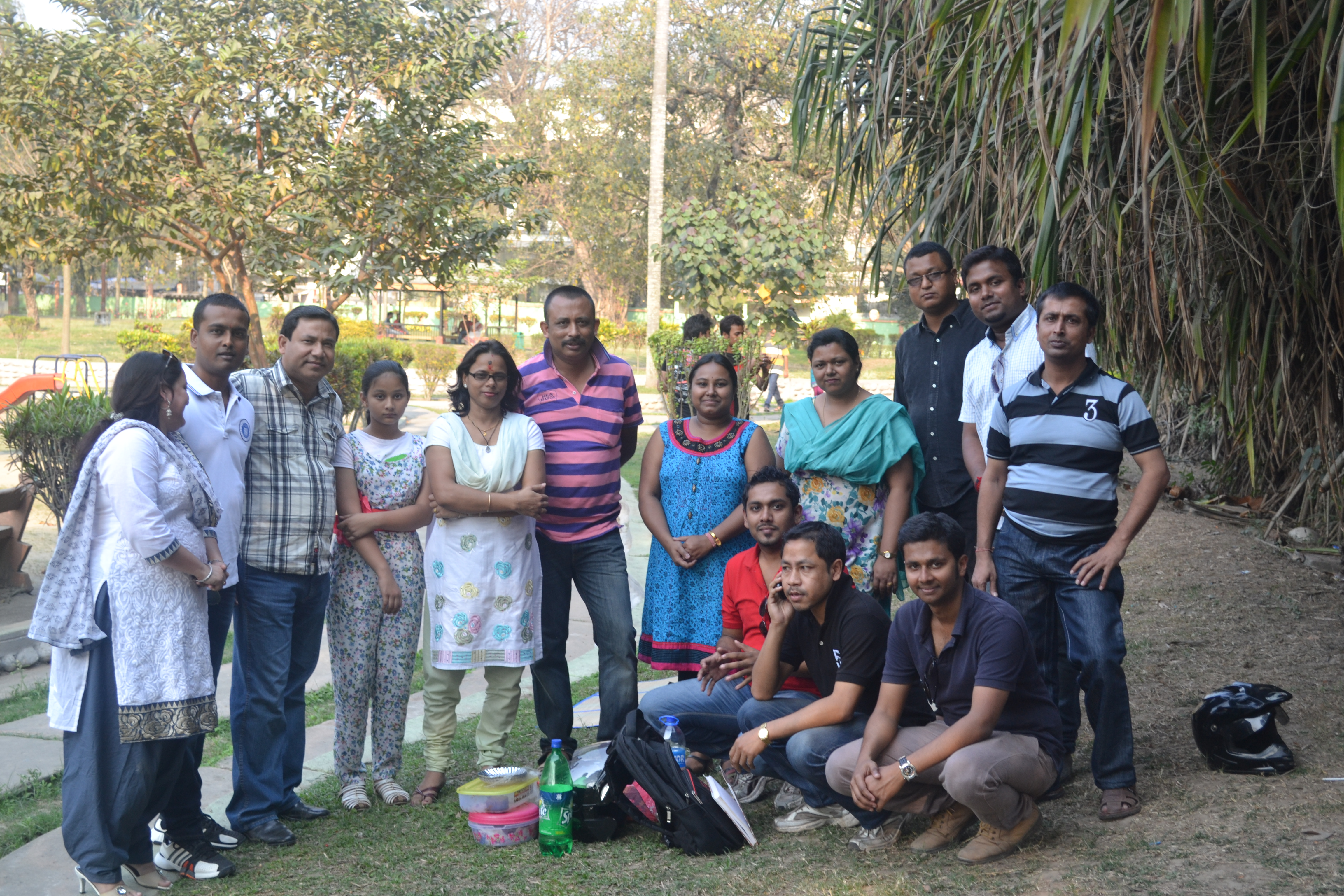
لقاءات ويكيبيديا الآسامية
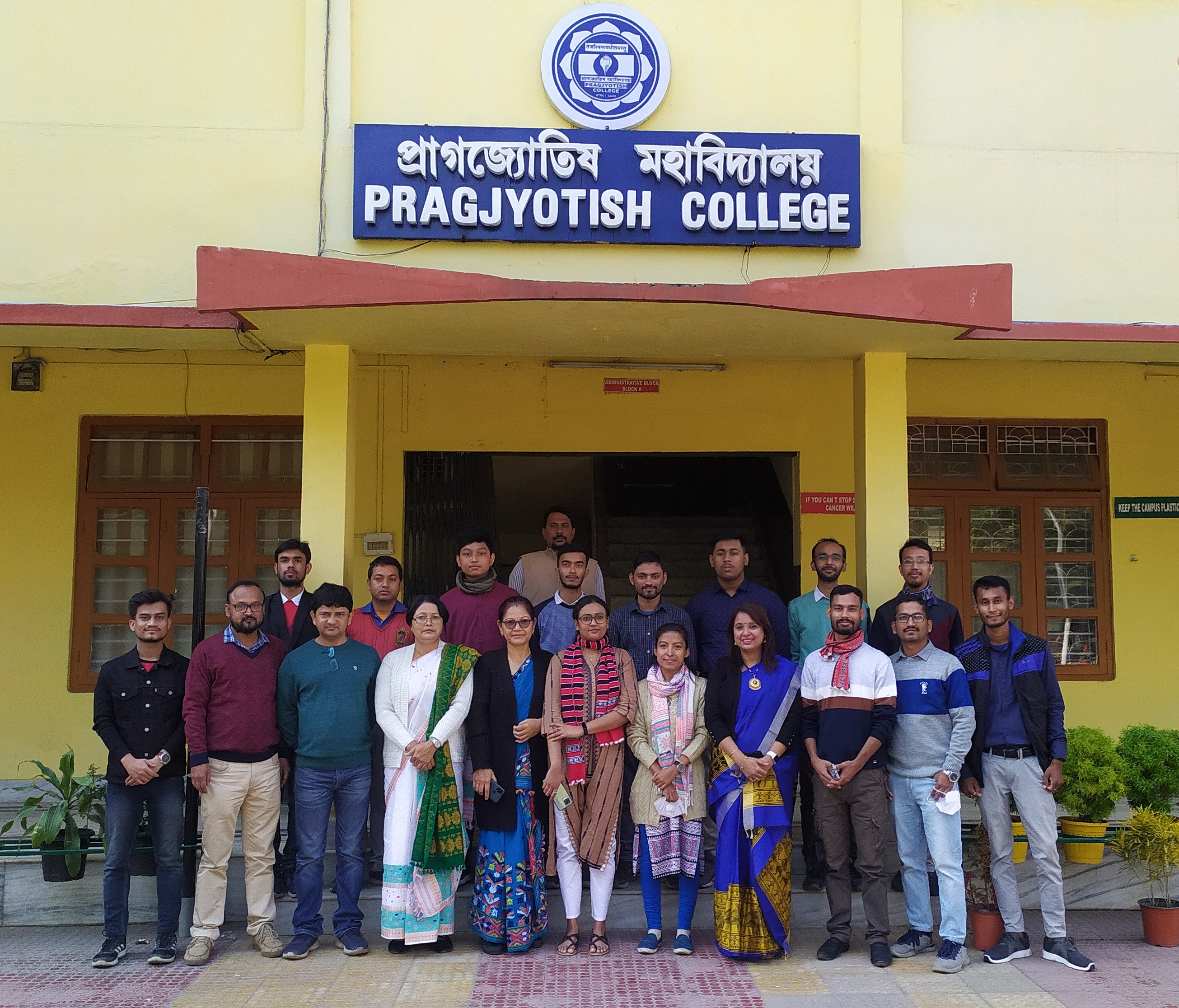
ويكيبيديا الآسامية 2022م
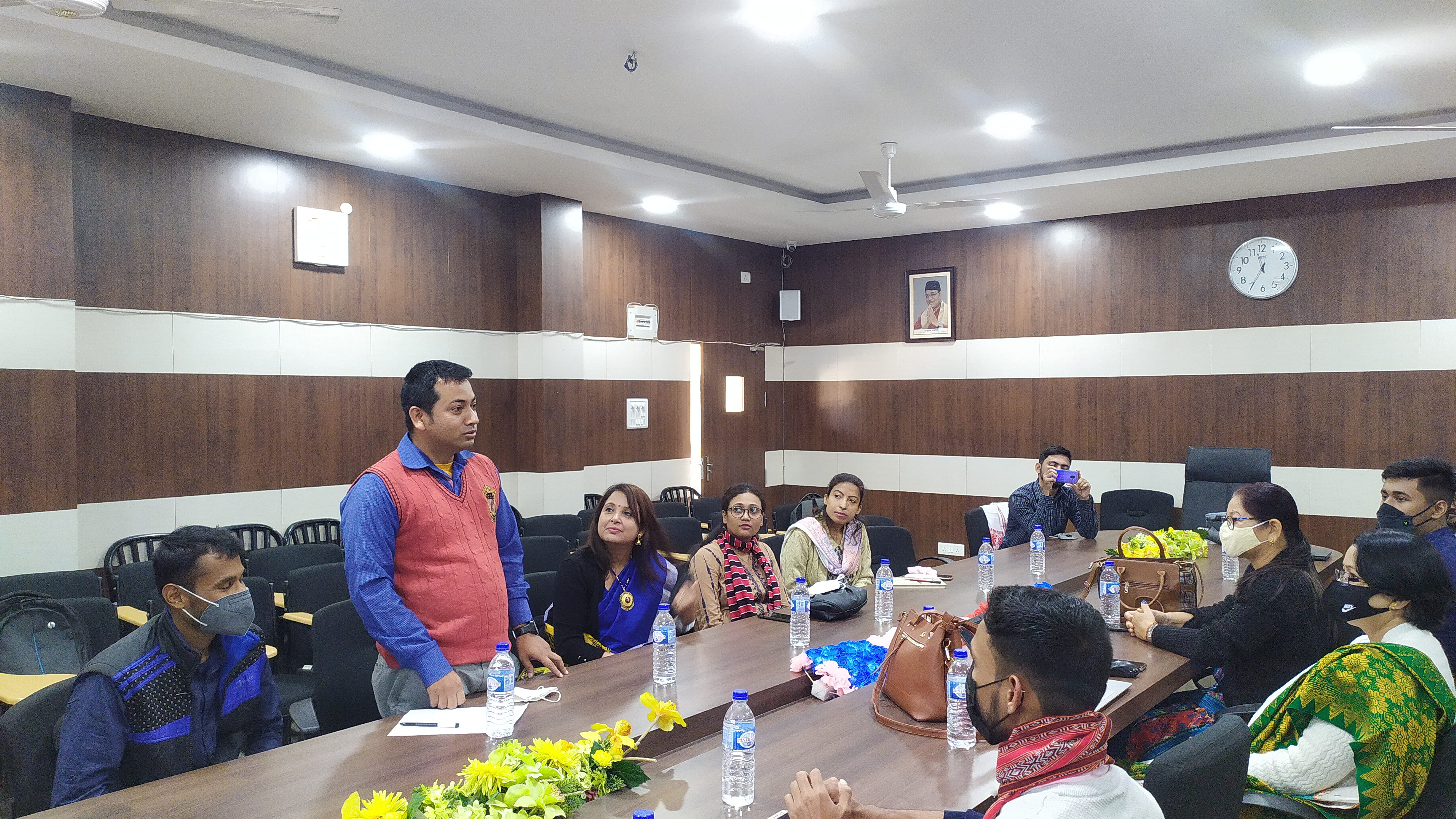
مقابلة ويكيبيديا الآسامية
- قواعد وواجبات الويكيبيديين في الترويج لويكيبيديا الأسامية

## روابط خارجية
- ويكيبيديا الأسامية
- ويكيبيديا الأسامية النسخة المحمولة
- إحصائيات ويكيبيديا الآسامية
- ويكيبيديا الأسامية على تويتر